# Simulium suchariti
Simulium suchariti är en tvåvingeart som beskrevs av Takaoka och Choochote 2004. Simulium suchariti ingår i släktet Simulium och familjen knott.
Artens utbredningsområde är Thailand. Inga underarter finns listade i Catalogue of Life.